# Lloyd Pierce

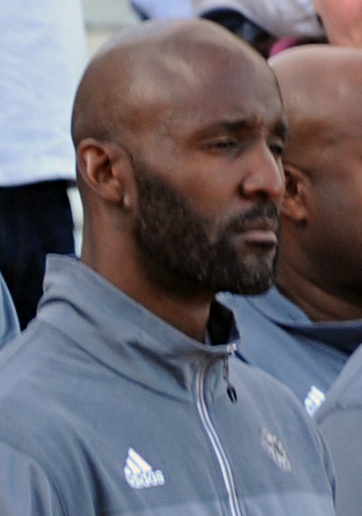
Imagem de Lloyd Daniel Pierce.

Lloyd Daniel Pierce (11 de maio de 1976) é um treinador norte-americano de basquete profissional que é o assistente técnico do Indiana Pacers da National Basketball Association (NBA).
Ele já trabalhou anteriormente no Philadelphia 76ers, Memphis Grizzlies, Cleveland Cavaliers e Golden State Warriors. Além de ser treinador, ele também jogou internacionalmente.

## Carreira como jogador
Pierce chegou ao time do Yerba Buena High como calouro em 1990. Ele adorava jogar na defesa e era considerado um dos melhores jogadores de todos os tempos na área de San Jose. Ele ganhou uma bolsa de basquete na Universidade de Santa Clara.
Com os futuros jogadores da NBA, Steve Nash e Marlon Garnett, o Santa Clara Broncos venceu o Sweet 16 duas vezes em três Torneios da NCAA de 1995 a 1997. Ele teve médias de 7,1 pontos, 3,4 rebotes, 2,0 assistências e 1,0 roubadas de bola por jogo durante seus anos de faculdade.
Pierce jogou profissionalmente por quatro temporadas no México, Austrália, Alemanha e Turquia.

## Carreira de treinador

### Universidade de Santa Clara
Pierce começou a treinar servindo como voluntário para o cargo de diretor de operações de basquete em Santa Clara na temporada de 2002-03. Ele fez parte da equipe de Dick Davey até 2007.
Em 2016, ele se tornaria finalista do cargo de treinador da Santa Clara University Broncos.

### Cleveland Cavaliers
Pierce atuou como coordenador de desenvolvimento de jogadores do Cleveland Cavaliers de 2007 a 2010.

### Golden State Warriors
Pierce foi treinador assistente do Golden State Warriors durante a temporada de 2010-11, sob o comando do treinador Keith Smart.

### Memphis Grizzlies
Pierce começou a trabalhar no Memphis Grizzlies em 2011, sendo assistente do treinador Lionel Hollins. Ele também fazia parte da equipe de desenvolvimento de jogadores.

### Philadelphia 76ers
Pierce ingressou no Philadelphia 76ers pouco antes da temporada 2013-14. Ele estaria envolvido com a equipe ao longo das próximas temporadas, assumindo o comando da defesa da equipe e participando da escolha das jogadas durante os intervalos de tempo.

### Atlanta Hawks
Em 11 de maio de 2018, Pierce foi contratado pelo Atlanta Hawks como treinador principal. Os Hawks demitiram Pierce em 1º de março de 2021, após o início de temporada do time com 14-20.

### Indiana Pacers
Após sua saída de Atlanta, Pierce foi contratado como o principal assistente técnico do Indiana Pacers.

## Estatísticas
| Temporada regular | Temporada regular | Temporada regular | Temporada regular | Temporada regular | Temporada regular | Temporada regular     | Playoffs | Playoffs | Playoffs | Playoffs | Playoffs                 |
| Time              | Ano               | J                 | V                 | D                 | %                 | Classificação         | J        | V        | D        | %        | Resultado final          |
| ----------------- | ----------------- | ----------------- | ----------------- | ----------------- | ----------------- | --------------------- | -------- | -------- | -------- | -------- | ------------------------ |
| Atlanta           | 2018–19           | 82                | 29                | 53                | .354              | 3º na Divisão Sudeste | —        | —        | —        | —        | Não foi para os playoffs |
| Atlanta           | 2019–20           | 67                | 20                | 47                | .299              | 5º na Divisão Sudeste | —        | —        | —        | —        | Não foi para os playoffs |
| Atlanta           | 2020–21           | 34                | 14                | 20                | .412              | (demitido)            | —        | —        | —        | —        | —                        |
| Carreira          | Carreira          | 183               | 63                | 120               | .355              |                       | —        | —        | —        | —        |                          |

## Vida pessoal
Pierce se formou na Universidade de Santa Clara com um diploma em gestão de negócios. Após a graduação, ele foi professor de educação especial da Pinnacle Academy em Santa Clara e também trabalhou em uma empresa de serviços financeiros local.
Ele se casou com sua esposa Melissa em 2015 e os dois tiveram um primeiro filho em 2018.